# Ariadna crassipalpa
Ariadna crassipalpa är en spindelart som först beskrevs av John Blackwall 1863.  Ariadna crassipalpa ingår i släktet Ariadna och familjen sexögonspindlar. Inga underarter finns listade i Catalogue of Life.